# Anisodes decorata
Anisodes decorata là một loài bướm đêm trong họ Geometridae.